# Reza Norouzi
Reza Norouzi (per. رضا نوروزی, ur. 21 września 1982 w Ize) – irański piłkarz występujący na pozycji napastnika.

## Kariera piłkarska
Reza Norouzi od 2007 do 2008 roku grał w drużynie Bargh Sziraz. Potem przez dwa sezony przebywał w klubie Steel Azin Teheran. Od 2010 do 2012 był zawodnikiem zespołu Fulad Ahwaz. Następnie grał w takich klubach jak: Naft Teheran, Persepolis FC, Saipa Karadż, Paykan FC i Sanat Naft Abadan.
Reza Norouzi w 2010 zadebiutował w reprezentacji Iranu. W 2011 został powołany do kadry narodowej na Puchar Azji. Jego drużyna zajęła pierwsze miejsce w grupie i odpadła w ćwierćfinale z Koreą Południową.